# École polytechnique universitaire de Savoie de l’Université de Chambéry
Die École polytechnique universitaire de Savoie de l’Université de Chambéry (Polytech Annecy-Chambéry) ist eine französische Ingenieurhochschule, die 2006 gegründet wurde.
Die Schule bildet Ingenieure in fünf Hauptfächern aus:
- Gebäude
- Industrielle Ökologie
- Informatik
- Mechanik
- Digitale Systeme – Instrumentierung[3]

Das Polytech Annecy-Chambéry mit Sitz in Annecy ist eine öffentliche Hochschule. Die Schule ist Mitglied der Université Savoie-Mont-Blanc.